# Майкл Макговерн
Майкл Макговерн (англ. Michael McGovern, нар. 12 липня 1984, Енніскіллен) — північноірландський футболіст,воротар англійського «Норвіч Сіті» і національної збірної Північної Ірландії.

## Клубна кар'єра
Вихованець академії шотландського «Селтіка», на професійному контракті з яким перебував протягом 2004-2008 років, так й не зігравши за «кельтів» у жодному матчі чемпіонату. Натомість з 2004 по 2006 рік грав на умовах оренди за менш імениті шотландські клуби «Странрар» та «Сент-Джонстон».
У червні 2008 року уклав однорічний контракт з «Данді Юнайтед», в якому також був виключно резервним воротарем. Уперше став основим голкіпером команди лише у своєму наступному клубі — «Росс Каунті», кольори якого захищав протягом 2009-2011 років.
Влітку 2011 року став гравцем «Фолкерка», в якому швидко виборов собі стабільне місце у стартовому складі команди.
9 червня 2014 року уклав однорічний контракт з клубом «Гамільтон Академікал». У цій команді також отримав статус основного воротаря, а після продовження контракту влітку 2015 ще й капітанську пов'язку.

## Виступи за збірні
Залучався до складу молодіжної збірної Північної Ірландії. На молодіжному рівні зіграв у 10 офіційних матчах.
2010 року дебютував в офіційних матчах у складі національної збірної Північної Ірландії. Відтоді провів у формі головної команди країни лише 9 матчів, програючи конкуренцію за місце на останньому рубежі захисту збірної досвідченішому Рою Керроллу.

## Титули і досягнення
- Володар Кубка Шотландії (2):

«Селтік»:  2003–04, 2006–07